# Melaleuca hamata
Melaleuca hamata là một loài thực vật có hoa trong Họ Đào kim nương. Loài này được Field. & G.A.Gardner mô tả khoa học đầu tiên năm 1843.